# Nederlandse Rode Lijst (weekdieren)
De Rode Lijsten worden regelmatig, bijvoorbeeld eens in de 10 jaar, bijgewerkt. Minister Cees Veerman van LNV heeft op 5 november 2004 de nieuwe Rode lijsten voor bedreigde dier- en plantensoorten vastgesteld. Van de 93 soorten inheemse landslakken in Nederland zijn er 41 bedreigd. Van de 73 soorten inheemse aquatische (voornamelijk zoetwater)slakken en tweekleppigen zijn er 27 bedreigd.
Plaatsing op de Rode Lijst betekent niet automatisch dat de soort beschermd is. Daarvoor is opname van de soort in de Flora- en faunawet nodig. De Rode Lijsten hebben daarvoor een belangrijke signaalfunctie.
Op de Rode Lijsten staan, naast de bedreigde soorten, beschermingsmaatregelen om deze soorten weer in aantal te laten toenemen. Doordat overheden en terreinbeherende organisaties bij hun beleid en beheer rekening houden met de Rode Lijsten wordt gehoopt dat van de nu bedreigde organismen er over tien jaar een aantal niet meer bedreigd zullen zijn en dus van de Rode Lijst afgevoerd kunnen worden.
Er worden op de Rode Lijst acht categorieën onderscheiden:
- uitgestorven op wereldschaal
- in het wild uitgestorven op wereldschaal
- verdwenen uit Nederland
- in het wild verdwenen uit Nederland
- ernstig bedreigd
- bedreigd
- kwetsbaar
- gevoelig

## Rode Lijst weekdieren 2004
Aquatische weekdieren
| Wetenschappelijke naam   | Nederlandse naam               | Status           |
| ------------------------ | ------------------------------ | ---------------- |
| Anisus vorticulus        | Platte schijfhoren             | Kwetsbaar        |
| Assiminea grayana        | Gray's kustslakje              | Bedreigd         |
| Avenionia brevis roberti | Stompe grondwaterslak          | Gevoelig         |
| Congeria leucophaeata    | Brakwatermossel                | Kwetsbaar        |
| Gyraulus laevis          | Gladde schijfhoren             | Bedreigd         |
| Gyraulus riparius        | Oeverschijfhoren               | Bedreigd         |
| Heleobia stagnorum       | Basters drijfslak              | Bedreigd         |
| Lythoglyphus naticoides  | Eeltslak                       | Kwetsbaar        |
| Marstoniopsis scholtzii  | Geelvlekslak                   | Kwetsbaar        |
| Mercuria anatina         | Getijdeslak                    | Ernstig bedreigd |
| Myxas glutinosa          | Kleverige poelslak             | Ernstig bedreigd |
| Omphiscola glabra        | Slanke poelslak                | Kwetsbaar        |
| Pisidium amnicum         | Rivier-erwtenmossel            | Kwetsbaar        |
| Pisidium hibernicum      | Gladde erwtenmossel            | Kwetsbaar        |
| Pisidium personatum      | Gemaskerde erwtenmossel        | Kwetsbaar        |
| Pisidium pseudosphaerium | Sphaeriumvorminge erwtenmossel | Bedreigd         |
| Pisidium pulchellum      | Fraaie erwtenmossel            | Kwetsbaar        |
| Pisidium supinum         | Driehoekige erwtenmossel       | Kwetsbaar        |
| Pisidium tenuilineatum   | Fijngestreepte erwtenmossel    | Verdwenen        |
| Pseudanodonta complanata | Platte zwanemossel             | Bedreigd         |
| Rissoa membranacea       | Vliezige drijfhoren            | Verdwenen        |
| Sphaerium rivicola       | Rivier-hoornschaal             | Kwetsbaar        |
| Sphaerium solidum        | Stevige hoornschaal            | Kwetsbaar        |
| Theodoxus fluviatilis    | Zoetwater-neriet               | Kwetsbaar        |
| Unio crassus             | Bataafse stroommossel          | Verdwenen        |
| Valvata macrostoma       | Grootmondpluimdrager           | Ernstig bedreigd |
| Ecrobia ventrosa         | Opgezwollen brakwaterhoren     | Kwetsbaar        |

Landslakken
| Wetenschappelijke naam   | Nederlandse naam          | Status           |
| ------------------------ | ------------------------- | ---------------- |
| Acicula fusca            | Gegroefde naaldslak       | Gevoelig         |
| Aegopinella pura         | Kleine blinkslak          | Bedreigd         |
| Auriculinella erosa      | Wit muizenoortje          | Ernstig bedreigd |
| Balea perversa           | Schorshorentje            | Bedreigd         |
| Candidula gigaxii        | Fijngeribde grasslak      | Bedreigd         |
| Candidula unifasciata    | Eénbandige grasslak       | Ernstig bedreigd |
| Catinella arenaria       | Rode Barnsteenslak        | Verdwenen        |
| Clausilia dubia          | Knotwilgslak              | Bedreigd         |
| Clausilia rugosa parvula | Kleine clausilia          | Ernstig bedreigd |
| Cochlodina laminata      | Gladde clausilia          | Kwetsbaar        |
| Columella edentula       | Tandeloze korfslak        | Kwetsbaar        |
| Deroceras agreste        | Witte akkerslak           | Gevoelig         |
| Eucobresia diaphana      | Oorvormige glasslak       | Gevoelig         |
| Fruticicola fruticum     | Struikslak                | Kwetsbaar        |
| Helicella itala          | Heideslak                 | Bedreigd         |
| Helicigona lapicida      | Steenbikker               | Kwetsbaar        |
| Helicodonta obvoluta     | Opgerolde tandslak        | Bedreigd         |
| Helix pomatia            | Wijngaardslak             | Kwetsbaar        |
| Lauria cylindracea       | Genaveld tonnetje         | Kwetsbaar        |
| Limax cinereoniger       | Zwarte aardslak           | Kwetsbaar        |
| Limax flavus             | Lichte aardslak           | Kwetsbaar        |
| Monacha cartusiana       | Kleine kartuizerslak      | Bedreigd         |
| Ovatella denticulata     | Meertandig muizenoortje   | Gevoelig         |
| Ovatella myosotis        | Muizeoortje               | Kwetsbaar        |
| Oxyloma sarsii           | Tweeling-barnsteenslak    | Bedreigd         |
| Phenacolimax major       | Grote glasslak            | Kwetsbaar        |
| Platyla polita           | Gladde naaldslak          | Gevoelig         |
| Pomatias elegans         | Geruite rondmondhoren     | Kwetsbaar        |
| Pseudotrichia rubiginosa | Oever-loofslak            | Bedreigd         |
| Spermodea lamellata      | Bijenkorfje               | Verdwenen        |
| Sphyradium doliolum      | Vaatjesslak               | Kwetsbaar        |
| Tandonia rustica         | Gestippelde kielnaaktslak | Gevoelig         |
| Trichia rufescens        | Rosse haarslak            | Bedreigd         |
| Truncatellina cylindrica | Cilindrische korfslak     | Kwetsbaar        |
| Vertigo angustior        | Nauwe korfslak            | Bedreigd         |
| Vertigo antivertigo      | Dikke korfslak            | Kwetsbaar        |
| Vertigo moulinsiana      | Zegge-korfslak            | Kwetsbaar        |
| Vertigo pygmaea          | Dwerg-korfslak            | Kwetsbaar        |
| Vertigo substriata       | Gestreepte korfslak       | Bedreigd         |
| Vitrinobrachium breve    | Rijn-glasslak             | Gevoelig         |
| Zonitoides excavatus     | Grofgestreepte glimslak   | Ernstig bedreigd |